# Benaja
Benaja (Hebreeuws: בניהו, "JHWH heeft gebouwd") was volgens de Hebreeuwse Bijbel bevelhebber van de lijfwacht van koning David (de Keretieten en Peletieten) en daarna opperbevelhebber van het leger van koning Salomo. Hij was de zoon van Jojada, die hogepriester werd genoemd, wat mogelijk een foutieve interpretatie was van 1 Kronieken 12:28, waar Jojada "leider van de nakomelingen van Aäron wordt genoemd". Er worden verschillende heldendaden aan Benaja toegeschreven, zoals het doden van een reusachtige Egyptenaar en het doden van een leeuw.
Toen Davids leven ten einde liep, beraamde zijn operbevelhebber Joab een plan om Davids zoon Adonia te zalven tot opvolger van David. Maar David had Salomo gekozen als zijn opvolger. Benaja gaf zijn steun aan Salomo. Nadat de poging Adonia te zalven verijdeld was, werd Salomo gezalfd. Vlak voordat David stierf, had hij Salomo op het hart gedrukt dat Joab nooit trouw zou zijn aan Salomo en dat Joab omgebracht moest worden. Salomo gaf Benaja de opdracht om zowel Adonia als Joab om te brengen. Omdat Joab zich in de tabernakel had verschanst was het onmogelijk om hem te doden zonder heiligschennis te plegen. Nadat Salomo de opdracht had herhaald, bracht Benaja Joab om, net als de anderen die op de omineuze "dodenlijst" stonden die David vlak voor zijn overlijden aan Salomo gaf. Vervolgens werd Benaja tot opperbevelhebber van het Israëlitische leger benoemd.